# Le Parcq
Le Parcq és un municipi francès situat al departament del Pas de Calais i a la regió dels Alts de França. L'any 2007 tenia 754 habitants.

## Demografia

### Població
El 2007 la població de fet de Le Parcq era de 754 persones. Hi havia 288 famílies de les quals 57 eren unipersonals (15 homes vivint sols i 42 dones vivint soles), 92 parelles sense fills, 108 parelles amb fills i 31 famílies monoparentals amb fills.
La població ha evolucionat segons el següent gràfic:
Habitants censats

### Habitatges
El 2007 hi havia 336 habitatges, 293 eren l'habitatge principal de la família, 25 eren segones residències i 18 estaven desocupats. 329 eren cases i 2 eren apartaments. Dels 293 habitatges principals, 185 estaven ocupats pels seus propietaris, 96 estaven llogats i ocupats pels llogaters i 12 estaven cedits a títol gratuït; 8 tenien dues cambres, 33 en tenien tres, 95 en tenien quatre i 158 en tenien cinc o més. 256 habitatges disposaven pel capbaix d'una plaça de pàrquing. A 157 habitatges hi havia un automòbil i a 110 n'hi havia dos o més.

### Piràmide de població
La piràmide de població per edats i sexe el 2009 era:
| Homes | Edats   | Dones |
| ----- | ------- | ----- |
| 0     | 95 o +  | 0     |
| 4     | 90 a 94 | 0     |
| 8     | 85 a 89 | 12    |
| 4     | 80 a 84 | 16    |
| 4     | 75 a 79 | 12    |
| 8     | 70 a 74 | 4     |
| 8     | 65 a 69 | 12    |
| 12    | 60 a 64 | 20    |
| 24    | 55 a 59 | 12    |
| 16    | 50 a 54 | 32    |
| 32    | 45 a 49 | 28    |
| 12    | 40 a 44 | 16    |
| 24    | 35 a 39 | 20    |
| 44    | 30 a 34 | 28    |
| 16    | 25 a 29 | 32    |
| 28    | 20 a 24 | 16    |
| 40    | 15 a 19 | 16    |
| 20    | 10 a 14 | 4     |
| 36    | 5 a 9   | 16    |
| 44    | 0 a 4   | 12    |

## Economia
El 2007 la població en edat de treballar era de 464 persones, 325 eren actives i 139 eren inactives. De les 325 persones actives 295 estaven ocupades (171 homes i 124 dones) i 30 estaven aturades (9 homes i 21 dones). De les 139 persones inactives 51 estaven jubilades, 35 estaven estudiant i 53 estaven classificades com a «altres inactius».

### Ingressos
El 2009 a Le Parcq hi havia 300 unitats fiscals que integraven 794 persones, la mediana anual d'ingressos fiscals per persona era de 14.957 €.

### Activitats econòmiques
Dels 27 establiments que hi havia el 2007, 1 era d'una empresa alimentària, 1 d'una empresa de fabricació d'elements pel transport, 3 d'empreses de fabricació d'altres productes industrials, 3 d'empreses de construcció, 6 d'empreses de comerç i reparació d'automòbils, 4 d'empreses de transport, 1 d'una empresa d'hostatgeria i restauració, 1 d'una empresa financera, 1 d'una empresa immobiliària, 4 d'empreses de serveis i 2 d'empreses classificades com a «altres activitats de serveis».
Dels 8 establiments de servei als particulars que hi havia el 2009, 1 era una gendarmeria, 1 oficina de correu, 1 taller de reparació d'automòbils i de material agrícola, 1 establiment de lloguer de cotxes, 1 fusteria, 2 electricistes i 1 restaurant.
L'únic establiment comercial que hi havia el 2009 era una fleca.
L'any 2000 a Le Parcq hi havia 9 explotacions agrícoles.

## Equipaments sanitaris i escolars
El 2009 hi havia una escola elemental integrada dins d'un grup escolar amb les comunes properes formant una escola dispersa.

## Poblacions més properes
El següent diagrama mostra les poblacions més properes.